# Пазузу
Пазузу (лат. Pazuzu, з акадської: 𒀭𒅆𒊒𒍪𒍪 pà.zu.zu; також зустрічається Фазузу та Пазуза) — в ассирійській та вавилонській міфології король злих демонів вітру, демон південно-західного вітру, син бога Ханбі, брат Хумбаби. Вважалося, що в посушливі сезони він приносив голод та посуху, а у вологі — потопи. Амулет із зображенням Пазузу нерідко використовувався, щоби боротися зі шкідливою силою Ламашту, яка могла завдати шкоди дитині та матері під час пологів.

## Першовідкриття демону
Малі статуетки демонів завжди приваблювали колекціонерів старожитностей, тому не дивно що зображення Пазузу з'явилися задовго до перших значних розкопок в Месопотамії. Один з таких амулетів, що наразі зберігається в колекції Британського музею, знайшов британський археолог Клавдій Річ, проте він не зміг ідентифікувати демона та розшифрувати написи, що були на артефакті. Схожі статуетки знаходили й під час розкопок ассирійських міст, зокрема під час розкопок в Німруді, які велися під керівництвом Лаярда. Однак, на противагу значним скульптурним композиціям, які постали під час вивчення ассирійського мистецтва, невеличкі артефакти не викликали значного зацікавлення дослідників. Першим вагомим дослідженням демона Пазузу можна вважати публікацію Франсуа Ленормана 1873 року в журналі «Халдейська магія та аккадське походження» (фр. La magie chez les Chaldéens et les origines accadiennes). Ленорман описав знайдену ним статуетку та переклав написи на ній, проте розшифрувати ім'я демона так і не зміг. Йому все ж таки вдалося розшифрувати декілька символів, які він пов'язав із гарячим вітром хамсимом, із чого він зробив висновок, що статуетка була присвячена демону вітру, але знаковості цій знахідці він не надав. У 1909 році Карл Франк зміг визначити що на статуетці зображено демона на ім'я Пазузу, а Паскаль Шарльє у своїй роботі 1992 року, досконально описав його функції і висунув припущення, що Пазузу є насправді демоном холодного вітру, а не гарячого як вважали до цього.
Через раптове входження Пазузу до пантеону Межиріччя, простежити його походження досить важко. Дослідники сперечаються навіть щодо місця, де Пазузу міг вперше з'явитися як демон. Якщо подивитися за географічним розподілом артефактів із зображенням Пазузу, можна припустити, що демон з'явився у Вавилонії.
Перші археологічні знахідки із зображенням Пазузу (розкопки у місті Німруд) датуються VIII ст. до н. е., а перша писемна згадка — близько 670 р. до н. е., тому можна припустити що Пазузу з'явився близько I тис. до н. е. і набув ознак провідного захисника від злих сил. Деякі дослідники ассирійської міфології (наприклад, Гессель) пов'язують Пазузу із єгипетським богом Бесом або якимось іншим божеством. Проте не зважаючи на можливі запозичення з інших релігій, не можна виключати локального походження божества у якості персоніфікації вітру. Ще одним можливим варіантом є пізніше переосмислення образу Хумбаби як необхідність мати бога-охоронця від Ламашту. На це вказує схожість цих двох божеств і зокрема те, що одночасно з появою пари Пазузу і Ламашту ритуальне значення Хумбаби послаблюється, однак це лише припущення.
Щодо самого імені Пазузу існують дві основні версії. Р. Задок вважає, що Пазузу походить або від арам. pezôzā (виконаний з чистого золота), або арам. PZZ (бути жвавим, моторним, стрімким), що добре корелює з його відношенням до вітру. За іншою версією, Пазузу походить від аккад. PSS (карлик, малий), це дозволяє пов'язати його з єгипетськими карликами-божествами, які охороняли житла єгипетських вельмож і пояснює чому в деяких текстах Пазузу називає себе «калікою». Також, імовірно, що ім'я Пазузу походить від аккад. pasasu (нищити, руйнувати), що можна пов'язати із руйнівною силою вітру.

## Зображення

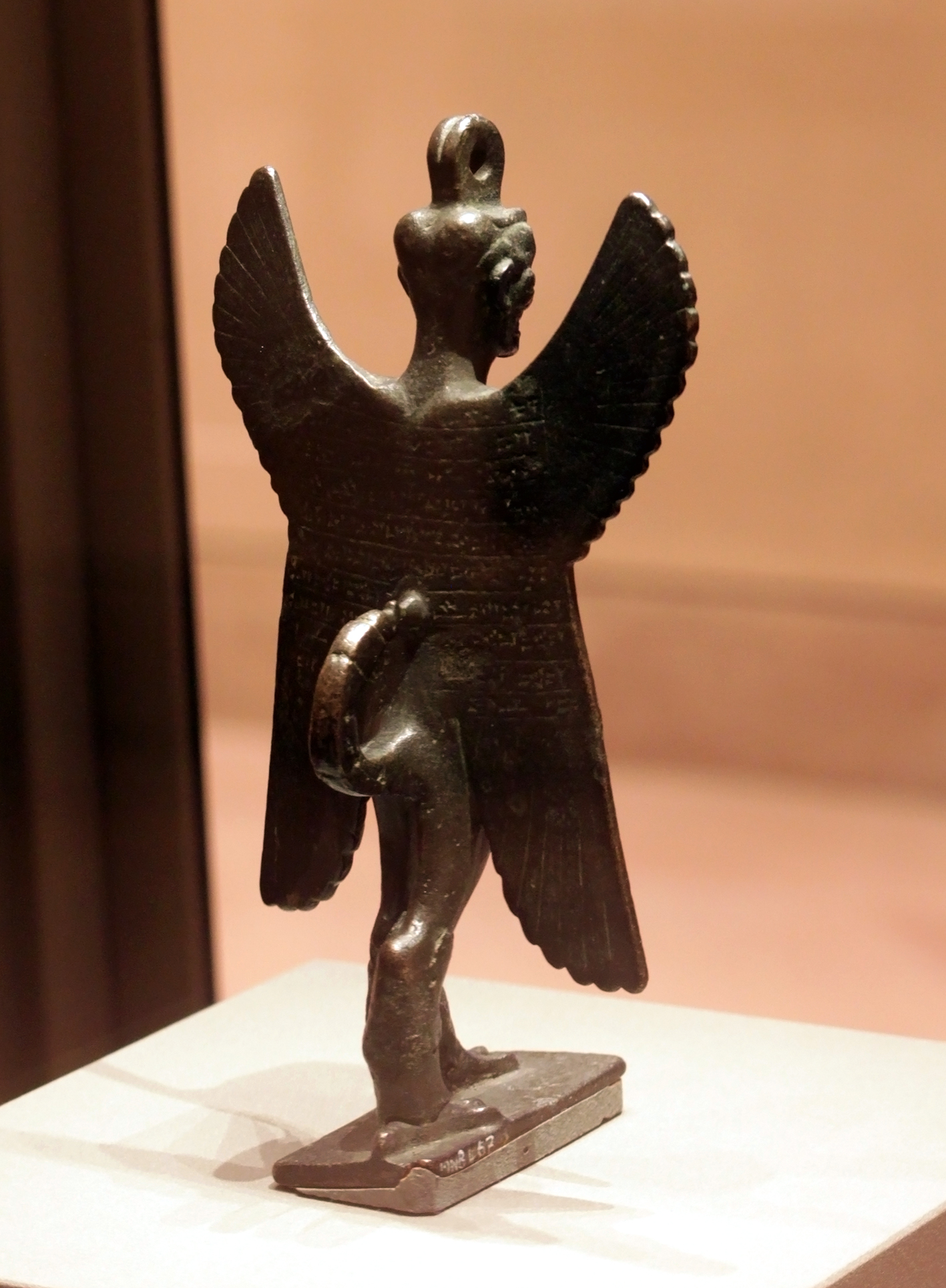
Бронзовий амулет, 8 ст до н. е.
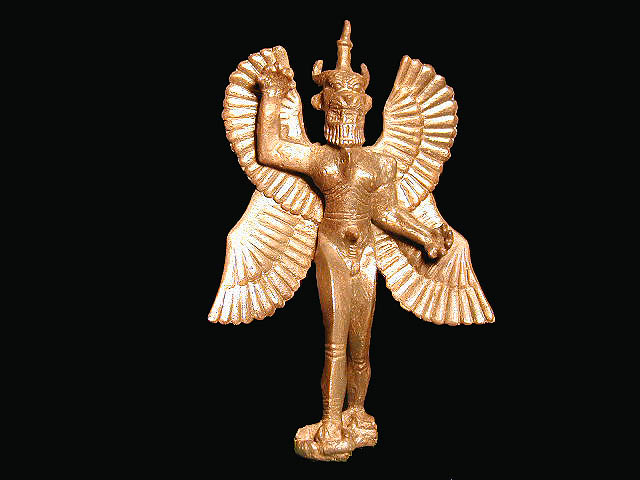
Бронзова статуетка, 1800-800 рр. до н. е.
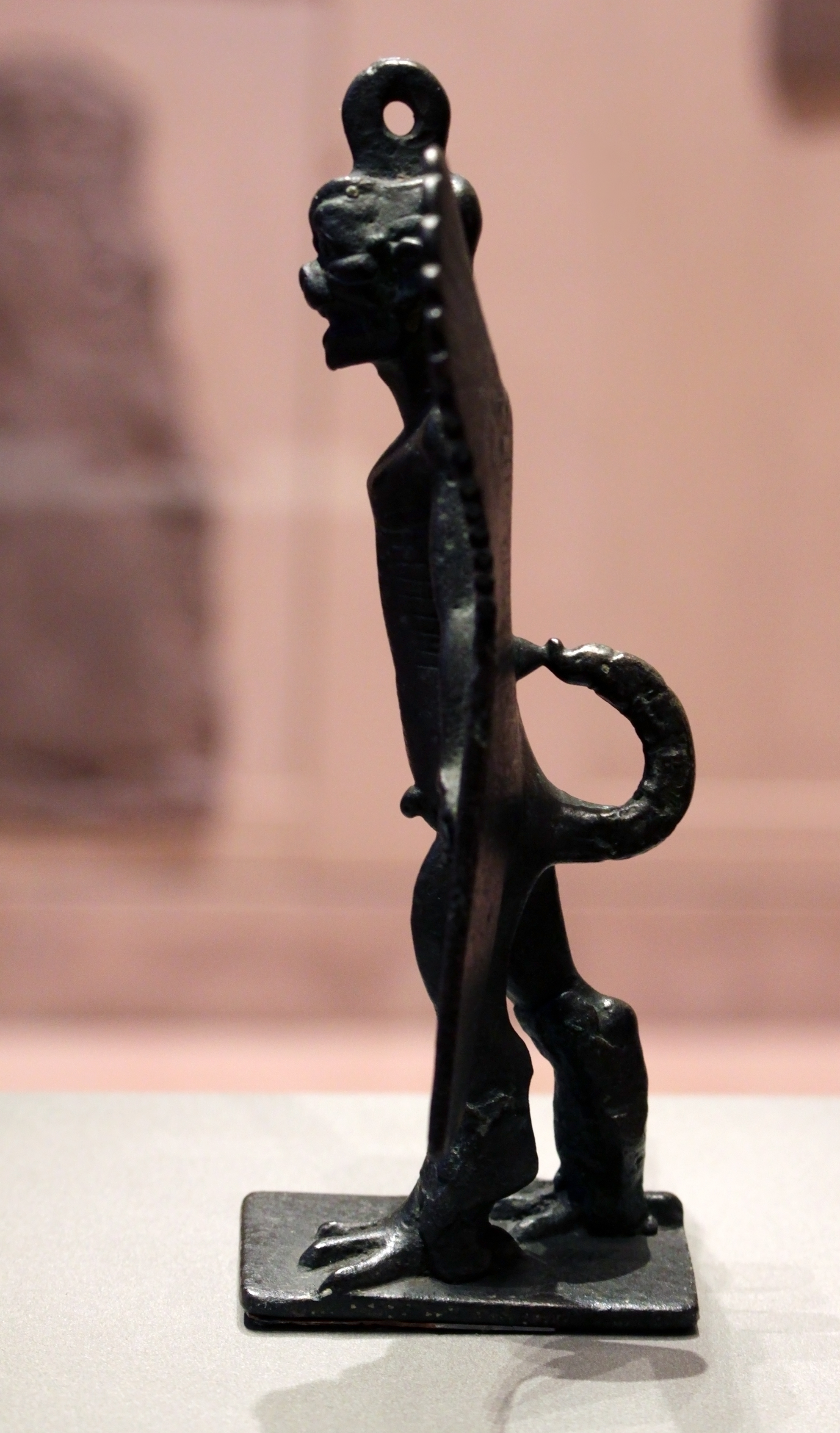
Бронзовий амулет, 8 ст до н. е.
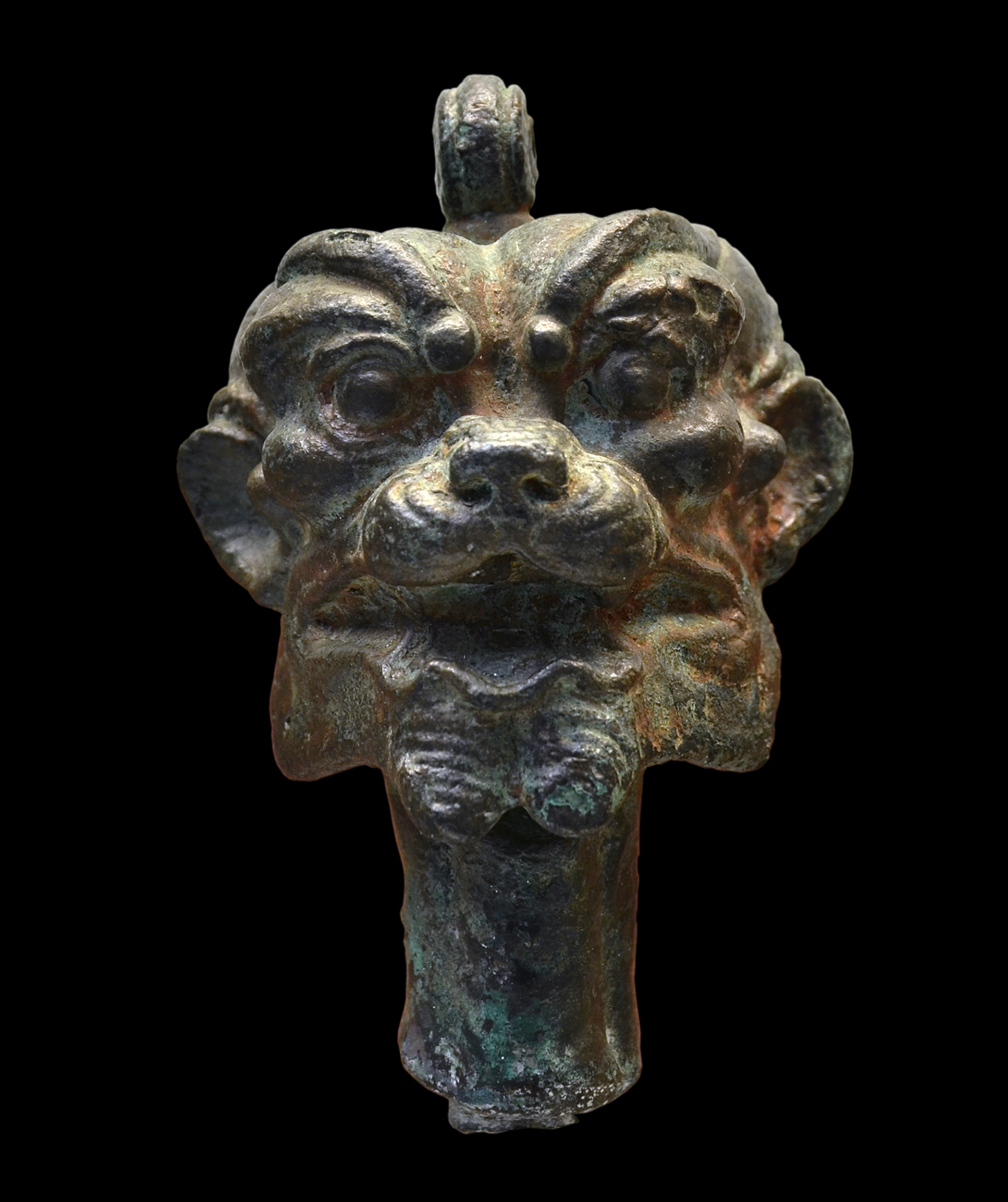
Бронзова голова Пазузу, 900-612 рр. до н. е.
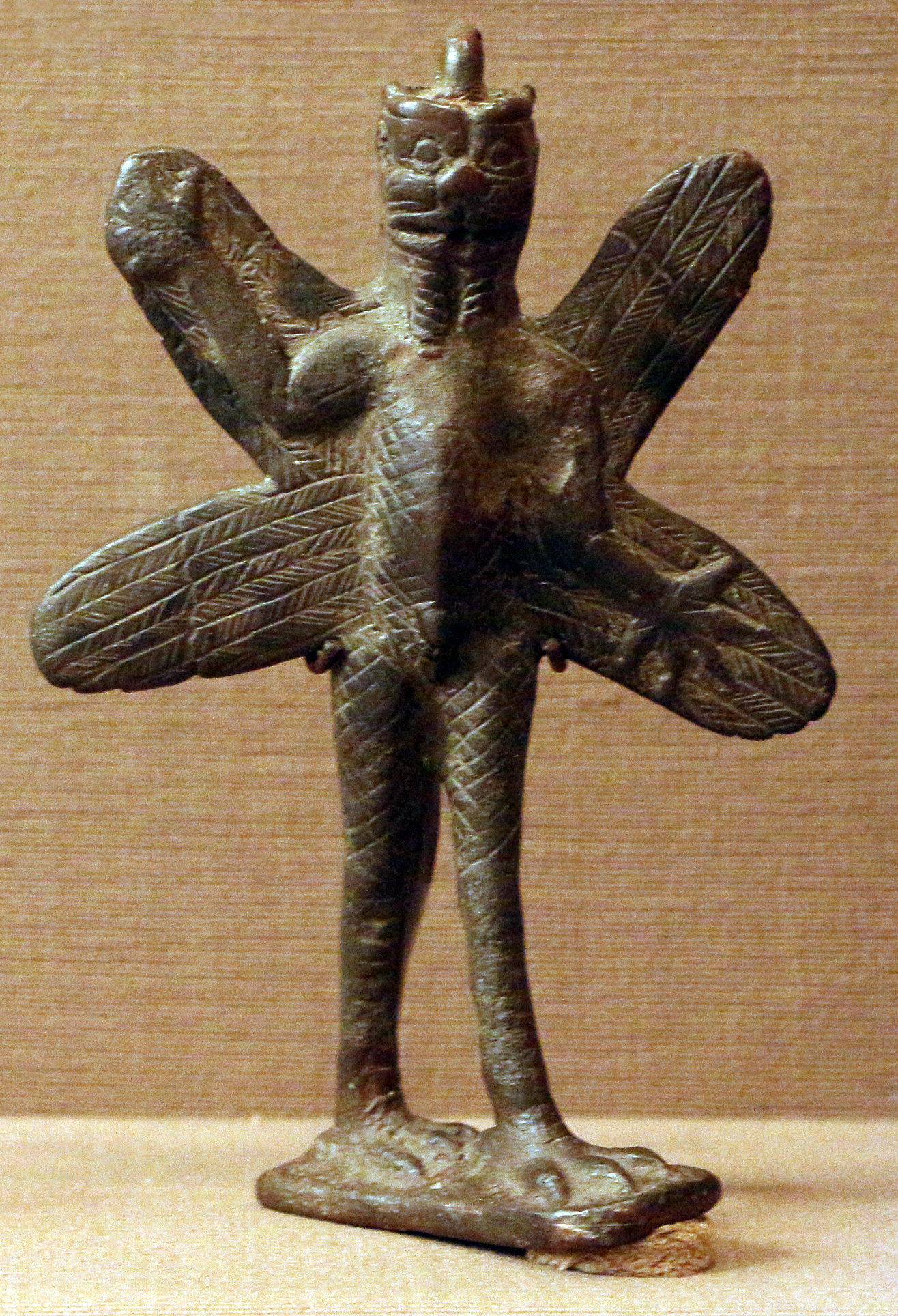
Пазузу, 900-612 рр. до н. е.

Образ Пазузу одночасно включає як зооморфні, так і антропоморфні ознаки. Форма голови нагадувала людську, проте була квадратна чи трикутна (видовжена вбік бороди), основні частини обличчя були замінені на звірині, зокрема були присутні козячі роги, собачі ікла та випуклі, схожі на горошини очі (іноді собачі риси замінювалися лев'ячими, адже ассирійці відносили левів та собак до одного сімейства). На більшості артефактів Пазузу зображували із вискалом й висунутим язиком, вилиці були загострені, через що лице виглядало худовлявим. Брови зображалися масивними, іноді багатошарові, які навіть перекривали очі. Демон мав людські вуха й виразну бороду. Цікаво, що більшість статуеток Пазузу мали цікаве оздоблення шиї: дві вертикальні лінії збоку від шиї, з'єднані горизонтальними лініями або арками, що звисали на ній. Достеменно невідомо що саме мало символізувати таке оздоблення.
Тіло людське (подекуди має риси собаки чи лева), видовжене та худорляве, із людськими стегнами та плечима, але зі звіриними лапами та пазурами. Як персоніфікація вітру зображувався із двома (або чотирма) пташиними крилами та вкритий пір'ям. На деяких артефактах має хвіст скорпіона, часто зображувався із ерогованим пенісом зі змією замість головки. На деяких статуетках зображувався із піднятою правою лапою, і з опущеною лівою.

## Міфологія

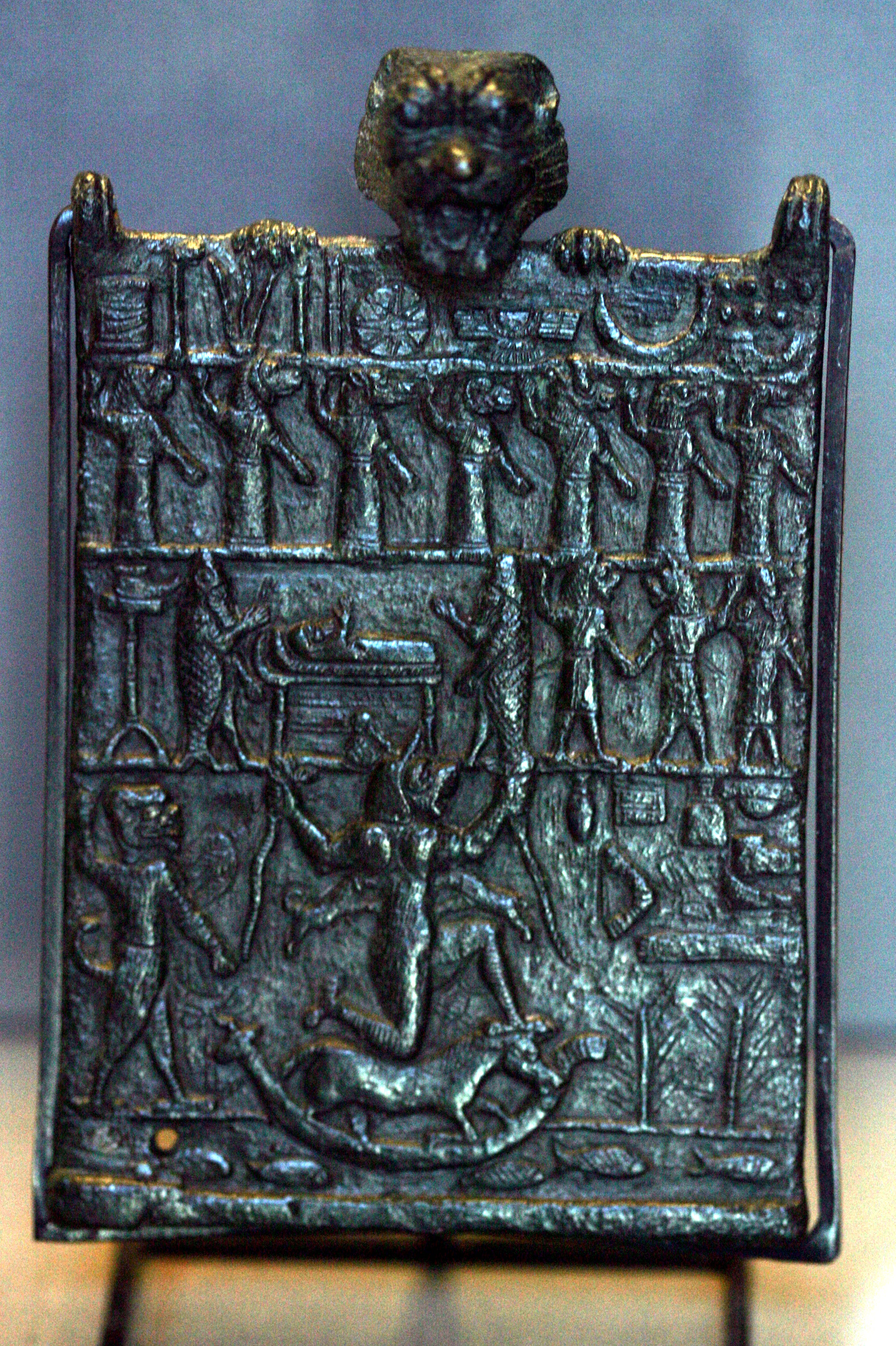
Ритуальна табличка «Чума Ламашту» яку зазвичай вивішували перед хворим, бо вважали що вона зцілює хвороби. На табличці зображений Пазузу, що проганяє Ламашту до царства мертвих.

Головною міфологічною функцією Пазузу було уособлення чотирьох вітрів. Імовірно, що Пазузу перейняв на себе обов'язки чотирьох інших демонів вітру і набув особливої популярності у залізну добу як одночасно руйнівна сила та демон-охоронець. Головні відомості про Пазузу зберігаються у ритуалах. Зважаючи на той факт, що Пазузу наводив жах як на людей, так і на інших демонів, до нього часто зверталися під час ритуалів зцілення, де він зазвичай промовляв від свого імені:
|                                                      | Я Пазузу, син Ханбі. Король злих демонів вітру, [я] виринаю з гір у страшній нестямі. Ось він я. |
| — Напис ззаду на статуетці, яка зберігається в Луврі |                                                                                                  |

|                     | Ти могутній, [ти] хто сходить на гори, хто зустрічається з усіма вітрами; чий вітер гніву є жахливим, запеклим і лютим; хто рухається [стрімко]; хто розтинає цей світ; хто зриває високі гори; хто висушує болота; хто змушує в'янути їх очерет; [...] |
| — Напис на табличці | |

Пазузу ототожнювали із холодним східним вітром (лише іноді зустрічаємо в текстах його зв'язок із теплими західними вітрами), який дув із гір Загрос та міг досягати такої сили, що виривав дерева із корінням. Можливо, що контроль над найсильнішим із вітрів зчасом наділив Пазузу властивістю короля усіх вітрів. Окрім того, йому приписувалися властивості руйнівника: він висушував болота, нищив рослини, зривав дерева й призводив до негоди.
Вважалося, що інші демони боялися Пазузу, тому він міг їх відганяти. Відомий ритуал, коли хворий піднімав над собою зображення Пазузу (або це робив цілитель, якщо хворий був неспроможний зробити це сам), щоб налякати демона і щоби той покинув тіло хворого і хвороба зникла. Ритуальні таблички (відомі як «Чума Ламашту») зазвичай розміщували коло хворого, щоби він скоріше прийшов до тями.
Окрім того, Пазузу вмів відганяти Ламашту, богиню що викликала дитячі хвороби й викидні у жінок, саме тому вагітні жінки носили амулет із головою Пазузу як оберіг.
Пазузу також виступав як особистий охоронець, і амулети з його зображенням носили на шиї, а різного роду прикраси з ним зберігали в домівці, щоби відлякувати злих духів. Відомі ритуали погребіння, де обов'язково на шиї померлого мав бути амулет із Пазузу, що наводить на думку, що Пазузу міг бути ще й хтонічним божеством.

## У мистецтві
- У фільмі «Той, що виганяє диявола» і однойменному романі головна героїня була одержима Пазузу, якого потім було вигнано за допомогою обряду екзорцизму[14].
- Пазузу з'являється у епізоді Сімпсонів «Treehouse of Horror XXVIII», де вселяється у Меґґі і Барта.
- Пазузу зображений на альбомі британського гурту Gorillaz, а також присутній у деяких їх відеокліпах[15].
- У серіалі «Костянтин: Володар темряви» головний герой запросив у своє тіло Пазузу, щоб захистити себе від Імбунче, а потім визволився від нього, завдяки обряду екзорцизму.